# Біоводень

Атом водню. Газоподібний водень складається з двох атомів з формулою H_{2}

Біоводень (англ. biohydrogen) — водень, вироблений з біомаси.
Біоводень – це газоподібний різновид біопалива, що використовується в водневій енергетиці. Окрім того, біоводень використовується в різних галузях промисловості, наприклад, у виробництві добрив.
Виробництво біоводню є відновлюваним і відносно вуглецево-нейтральним. Водень виділяє лише водяну пару, коли використовується як паливо. До того ж, водень має найвищу питому енергію на одиницю маси з усіх відомих палив.
Біоводень має великий потенціал для скорочення викидів парникових газів і переходу до більш сталого енергетичного майбутнього.

## Сировина
Біоводень виробляється з органічних речовин, зазвичай, відходів, чим ще й вирішується проблема забруднення довкілля, і часто разом з біометаном, чи разом з біобутанолом та біополімерами, з органічної речовини:
- харчових відходів[1][5][6],
- залишків сільськогосподарських рослин[1][7],
- стічних вод[8][9],
- муніципальних відходів[10][11],
- інших органічних відходів[12][13][14][15];
- а також з кам'яного вугілля[16][17][18][19] та відходів його виробництва[20][21][22].

## Виробництво
Існують різні методи виробництва біоводню в біоенергетиці, кожен зі своїми перевагами та обмеженнями.

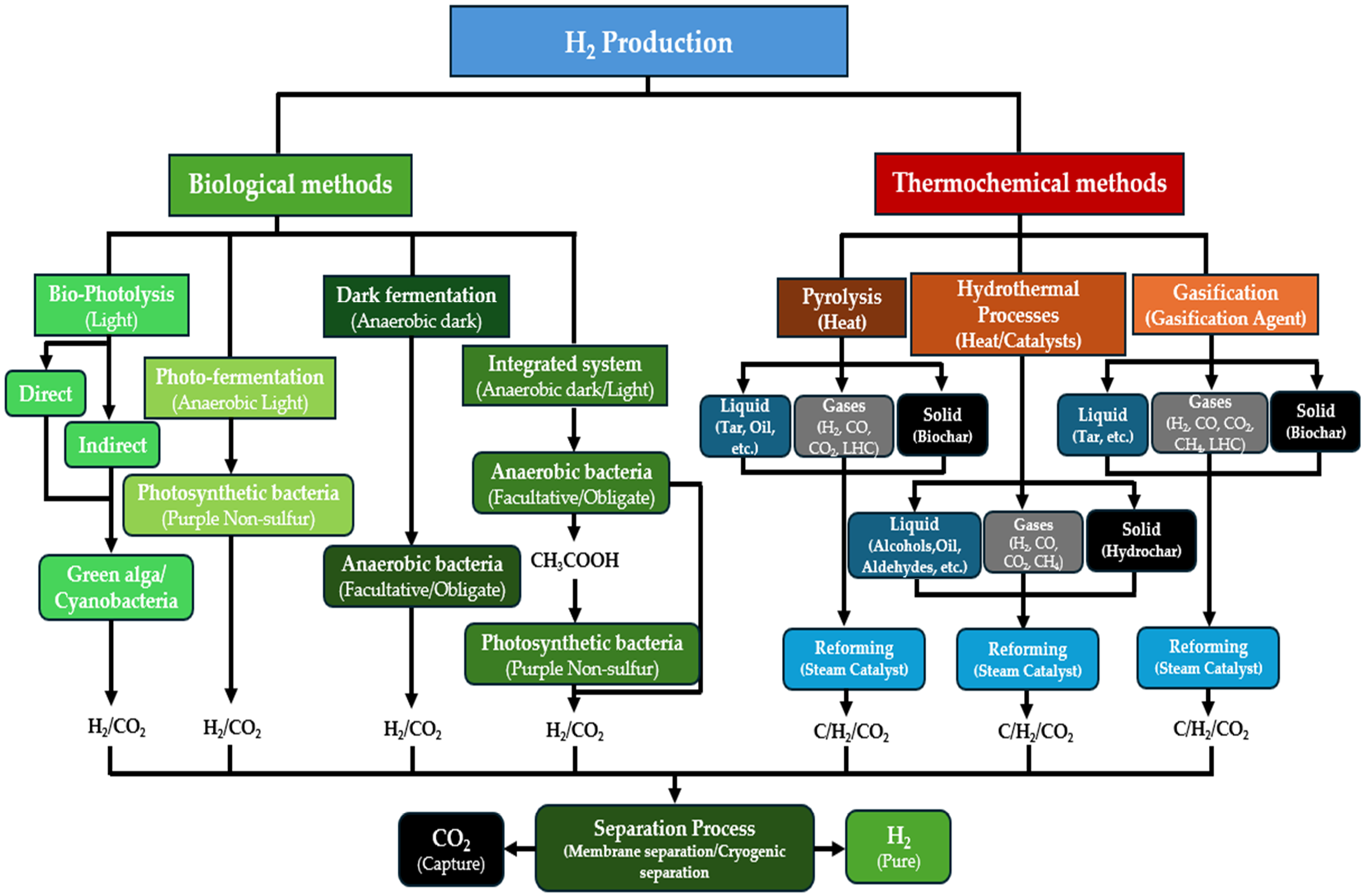
Принципова схема технологічних шляхів перетворення біомаси на біоводень: біотехнологічні методи та термохімічні методи.

Методи виробництва можливо розділити на дві основні категорії: біологічне перетворення та термохімічне перетворення.
- Біологічні (біотехнологічні) методи використовують ферменти, які виробляють біоводень з субстрату. Ці методи включають ферментацію, біофотоліз та біоелектрохімічні методи.
- Методи термохімічного перетворення використовують високу температуру для виробництва біоводню. До цих методів відносять газифікацію і піроліз, під час яких утворюється синтез-газ, з якого згодом отримують біоводень.[24]

На додачу до більш традиційних біотехнологічних і термохімічних методів, також досліджується фотоелектрокаталітичний метод виробництва «зеленого» водню з біомаси.

### Біотехнологічні методи
Біотехнологічні методи виробництва біоводню включають ферментацію, біофотоліз та біоелектрохімічні методи.
- Методи ферментації (бродіння) поділяють на 2 категорії, в залежності від потреби сонячного світла: темнова ферментація та фотоферментація.
- Методи біофотолізу використовують мікроорганізми, такі як зелені водорості та ціанобактерії, які виробляють водень, поглинаючи енергію сонячного світла.
- Біоелектрохімічні методи включають електрогідрогенез. У цьому процесі застосовують мікробний електролізний елемент (Microbial electrolysis cell) для отримання біоводню з різних органічних відходів. Мікробний електролізний елемент (МЕЕ) — це технологія, пов’язана з мікробними паливними елементами. Мікробні паливні елементи виробляють електричний струм від мікробного розкладання органічних сполук, тоді як МЕЕ генерують водень або метан з органічного матеріалу, застосовуючи електричний струм.
- Гібридні методи використовують для збільшення ефективності систем як у виробництві самого біоводню, так і шляхом виробництва додаткових цінних продуктів[26]. Вони включають: поєднання темнової ферментації з МЕЕ, поєднання темнової і фотоферментації, поєднання фотоферментації з біофотолізом, та інші.

#### Ферментація
Методом бутилового бродіння сахарози або крохмалю з 1 тонни меляси можна одержати до 140 м3 водню, 1 т стебел солодкого сорго — 50 м3, 1 т картоплі — 42 м3. При ацетонбутиловому зброджуванні з 1 т картоплі одержують 25 м3 водню, тоді як 1 т стебел солодкого сорго дає 30 м3.
Оптимізований біоферментатор дозволяє отримати з 1 кг твердих органічних відходів, таких як харчові та сільськогосподарські відходи, можливо отримати 100-110 літрів біоводню та 50-60 літрів біометану; а твердий залишок (30 г/кг відходів) можливо використовувати як тверде біопаливо або перетворити на біодобриво.
Побічні продукти темнової ферментації, такі як леткі жирні кислоти (ЛЖК) і етанол, можуть бути використані у фотоферментації і мікробній електролізній комірці. У процесі біофотолізу вода або органіка, що виробляється мікроорганізмами, можуть бути використані як субстрати для виробництва біоводню, тоді як темнова ферментація і фотоферментація потребують зовнішніх субстратів. Біогаз, отриманий шляхом бродіння (ферментації), містить не лише біоводень, але й CO2, H2S та інші слідові гази.
Виробництво біоводню за допомогою мікробів забезпечує відновлюваний запас водню за рахунок використання таких сировинних матеріалів, як невичерпне природне сонячне світло, вода і органічні відходи, що, як передбачається, одночасно вирішить дві проблеми «енергопостачання та захисту навколишнього середовища». Гідрогенази та нітрогенази є двома класами ключових ферментів, які беруть участь у виробництві біоводню і можуть застосовуватися в різних біологічних умовах.
Прикладом може бути дослідження, що демонструє концепцію біопереробки з використанням біомаси Chlorella sp. та листя цукрової тростини для виробництва біоводню, метану, полігідроксіалканоатів (PHA), ліпідів і ґрунтових добавок, прагнучи до нульових відходів. Досягнувши максимального виходу водню 207,65 мл-H2/г, процес забезпечив також утворення метану, PHA та ліпідів з водневих стоків, тоді як тверді залишки та підкислені суспензії були використані як компостні матеріали. Інтегрована кругова платформа біопереробки ефективно використовувала біомасу Chlorella sp. та листя цукрової тростини, демонструючи безвідходний підхід і пропонуючи основу для оптимального використання сировини.
Потенціал для вилучення біоводню з твердих органічних відходів і стічних вод великий. Рігетті та ін. (2020), в італійському дослідженні, зосередженому на темній ферментації та анаеробному зброджуванні гною великої рогатої худоби та трав’яного силосу з отриманням суміші H2–CH4 (називається біогітан) і летких жирних кислот як попередників біопластику, продемонстрували можливість збільшити додану вартість спільного виробництва біоводню й біопластику у циркулярній біоекономіці. Ще у двох роботах з Італії автори працювали з сироваткою (відходи молочної промисловості) і патокою (відходи цукрового заводу) для отримання біоводню та біопластику — полігідроксибутирату або PHB — через темну ферментацію та фотоферментацію.
Для очищення та відділення біоводню перед зберіганням необхідні такі заходи, як кріогенна адсорбція, адсорбція при зміні тиску та мембранне відділення. Після очищення біоводню його потрібно зберігати та доставити для подальшого використання.

##### Підвищення ефективності ферментації
Незважаючи на кілька переваг, пов’язаних із застосуванням біоводню як палива, його виробництво наразі стикається з кількома практичними проблемами, деякі з яких включають неефективну ферментацію біомаси та низьку швидкість виробництва. Щоб збільшити ефективність виробництва біоводню, необхідно оптимізувати деякі фактори, що впливають на виробництво, як-от склад субстрату, попередня обробка субстратів, фізико-хімічні параметри тощо.
Було виявлено, що ключовими складовими ферментативного виробництва біоводню є вуглеводи, тоді як білки не настільки ефективні. Крім того, було виявлено, що серед іонів металів (Ni, Fe, Cu, Mg, Zn і Na), Магній (Mg) є одним із важливих кофакторів, який активує більше десяти ферментів, залучених у водневе бродіння. Метод біологічної попередньої обробки субстрату має більше переваг порівняно з іншими з точки зору низької токсичності, м’якої реакції та низької вартості. Зниження парціального тиску до оптимального рівня може збільшити вихід біоводню. Інтеграція наночастинок у субстрат для відновлення виробництва біоводню (H2) може також підвищити ефективність виробництва.
Експерименти ферментації проводилися з використанням різних співвідношень двох типів наночастинок у межах від 50 до 500 мг/л, щоб визначити вплив цих наночастинок на вихід біоводню. Використання 200 мг/л наночастинок фериту нікелю підвищило вихід біоводню на 47%, тоді як 200 мг/л наночастинок фериту кобальту збільшило його на 41%.
Досліджується використання підходів машинного навчання для різних цілей оптимізації виробництва біоводню.

##### Масштабування ферментативних систем
Пілотний проект фабрики з виробництва біоводню шляхом темнової ферментації та фотоферментації у Китаї показав, що оцінювана система споживає 171 530 МДж енергії та викидає 9,37 т CO2-екв при виробництві 1 т H2, а період окупності становить 6,86 років (порівняно з 10,28 років при виробництві методом електролізу з використанням відновлюваної енергетики). Ціна, з урахуванням заробітніх плат та інших витрат за цінами регіону, склала $5,6/кг водню, що дешевше виробництва електролізом з використанням сонячної чи вітрової енергії ($6,3-11,8/кг) і дорожче виробництва газифікацією біомаси ($4,1/кг). Порівняно з виробництвом екологічно чистого водню за допомогою електролізу води, система виробництва біоводню методом ферментації демонструє переваги у переробці ресурсів, з одночасною утилізацією відходів і виробництвом чистої енергії.

#### Біофотоліз
Методи, засновані на біофотолізі, використовують фотосинтезуючі мікроорганізми, такі як водорості та ціанобактерії, для розщеплення молекул води на водень і кисень за допомогою енергії світла. У цьому процесі спеціальні ферменти, такі як гідрогенази, каталізують відновлення протонів (H+) до молекулярного водню (H2), тоді як кисень виділяється як побічний продукт. Біофотоліз поділяється на прямий і непрямий.

#### Мікробні електролізні елементи

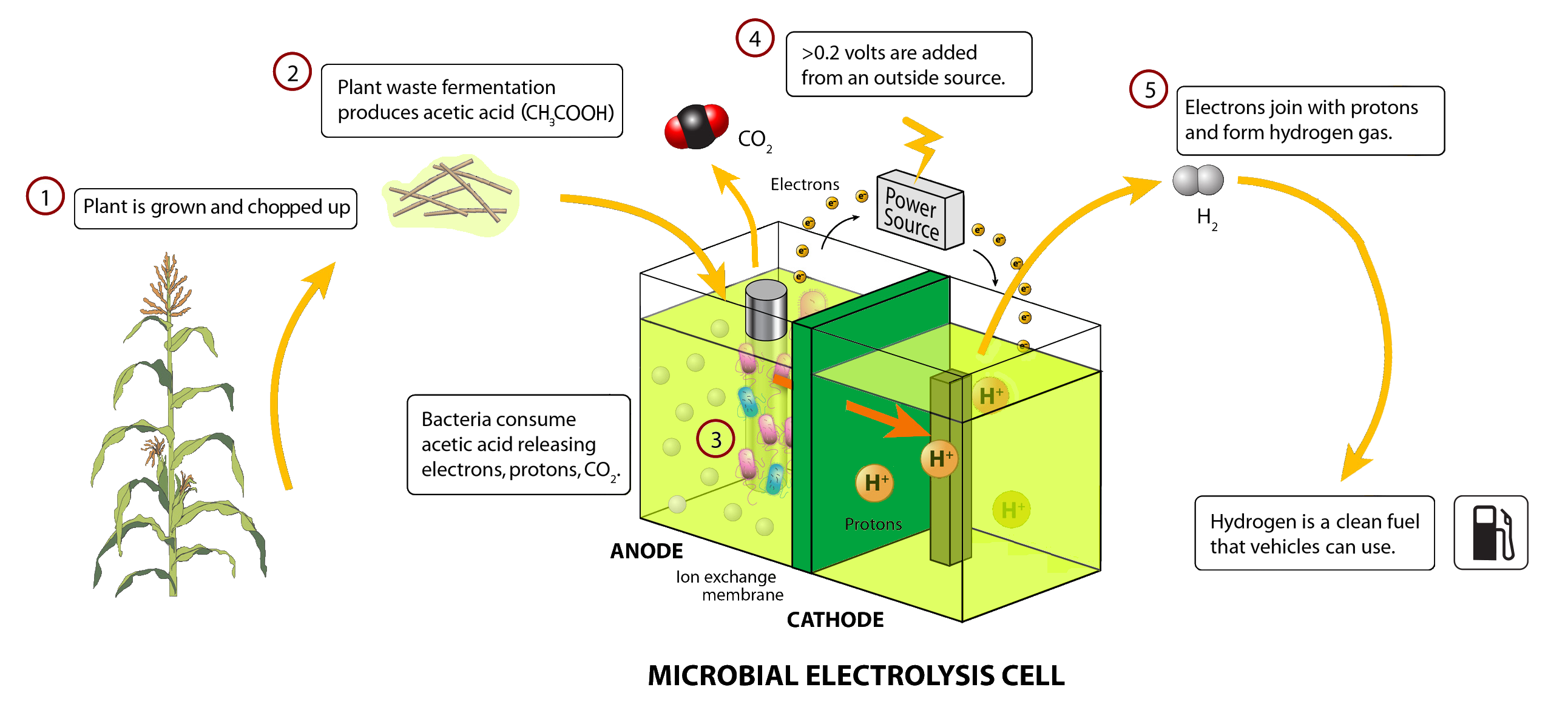
Мікробний електролізний елемент

Мікробні електролізні елементи (МЕЕ, або електрогідрогенез, або мікробні електрохімічні елементи, або біокаталізований електроліз) — це біоелектрохімічні системи, які поєднують мікробний метаболізм з електрохімічними реакціями для виробництва водню з органічних субстратів або стічних вод. МЕЕ складаються з анода, де відбуваються реакції окислення, і катода, де відбуваються реакції відновлення, розділених протонообмінною мембраною.
Широкий спектр органічних відходів, зокрема побутові стічні води, стоки цукрової промисловості, стічні води харчової промисловості, промислові стічні води, ацетат натрію, глюкоза, гліцерин тощо можуть бути використані як субстрати в системах MEЕ.
В системах МЕЕ органічні субстрати подаються в анодний відсік, де електроактивні мікроорганізми окислюють їх, вивільняючи електрони та протони. Електрони, що утворюються під час цього процесу, передаються на анодний електрод, створюючи електричний струм. Тим часом протони мігрують через протонообмінну мембрану до катодного відсіку.
На катоді протони й електрони з’єднуються з молекулами води, утворюючи водень. Цей процес утворення водню керується електричним потенціалом, прикладеним до клітини. Газоподібний кисень одночасно утворюється на катоді шляхом відновлення іонів кисню або молекул води.
Виробництво біоводню на основі МЕЕ пропонує кілька переваг, включаючи високі показники виробництва водню, ефективне використання субстрату та здатність очищати органічні стічні води, виробляючи при цьому відновлювану енергію. Крім того, МЕЕ можуть працювати при температурах і тиску навколишнього середовища, зменшуючи потреби в енергії, порівняно з традиційними методами електролізу.

### Термохімічні методи
Методи термохімічного виробництва водню використовують високу температуру для виробництва біоводню з біомаси. До цих методів відносять газифікацію і піроліз, під час яких утворюється синтез-газ, з якого згодом отримують біоводень та інші цінні продукти; а також гідротермальні методи: гідротермальна карбонізація, гідротермальне зрідження і гідротермальна газифікація.

#### Газифікація

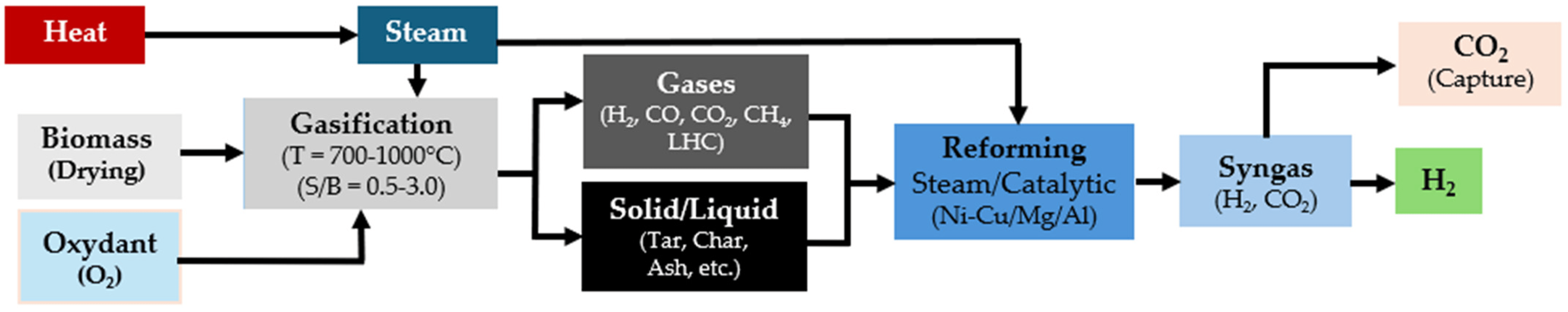
Схема газифікації біомаси для виробництва біоводню.

Газифікація біомаси в цінні газоподібні продукти вимагає високих температур (700-1500 °C) і контрольованого окислювача. Синтез-газ, отриманий від газифікації біомаси, складається з монооксиду вуглецю (CO), вуглекислого газу (CO2), водню (H2), азоту (N2), метану (CH4), вищих вуглеводнів і незначних забруднювачів. Після отримання синтез-газу, його можливо очистити для отримання водню. Щоб підвищити вміст водню (H2) у синтез-газі, його можна додатково очищати за допомогою парової конверсії та реакцій конверсії водяного газу (WGS). Інтеграція реактора конверсії водяного газу та адсорбції CaO сприяє підвищенню виходу H2.

#### Піроліз

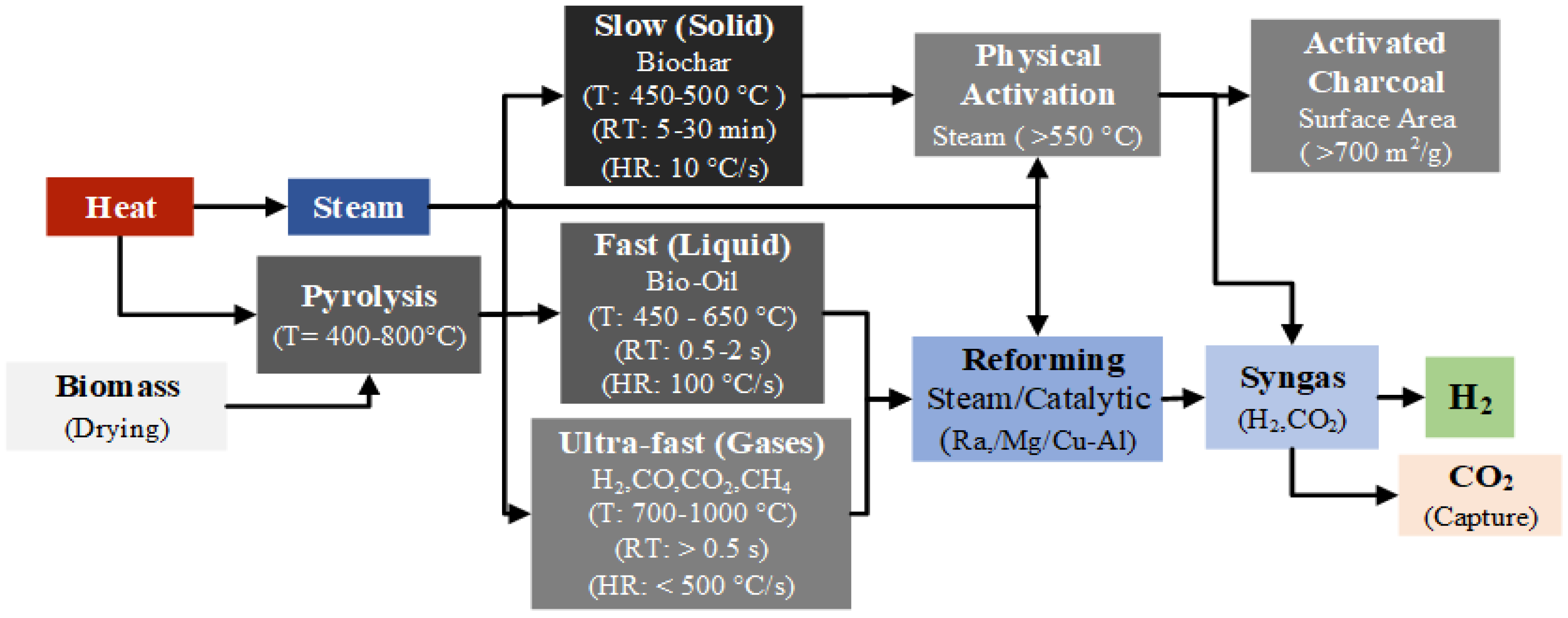
Схема піролізу біомаси для виробництва біоводню та біовугілля.

Піроліз біомаси — це термохімічний процес, який передбачає нагрівання біомаси (400-800 °C) за відсутності кисню для отримання суміші газів, рідин і твердих речовин. Під час піролізу біомаса піддається термічному розкладанню, розпадаючись на біовугілля, біонафту та синтез-газ. Синтез-газ може бути додатково оброблений для відділення та очищення водню, як чистого і відновлюваного джерела енергії.
Комбінований процес піролізу біомаси та каталітичного парового риформінгу є перспективною альтернативою для селективного виробництва водню з відновлюваних джерел. Каталітичний паровий риформінг — це двостадійний процес, який не тільки покращує співвідношення H2/CO, але й усуває смолу з виробленого синтез-газу.

#### Гідротермальні процеси

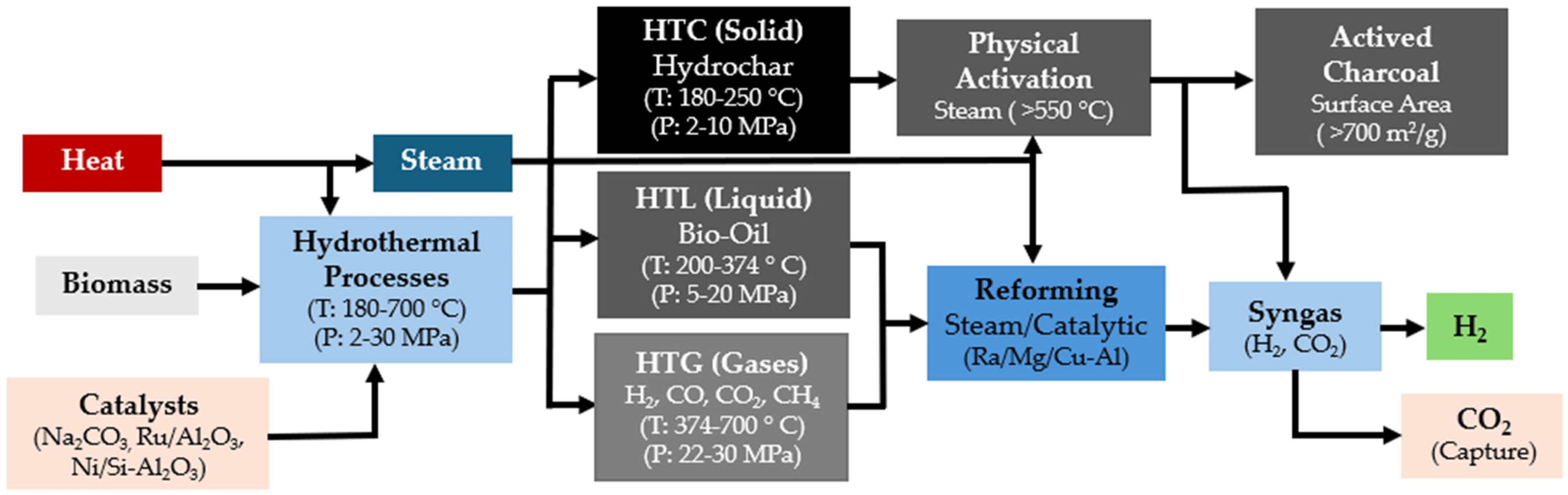
Схема гідротермальних процесів для виробництва біоводню з біомаси: гідротермальна карбонізація (HTC), гідротермальне зрідження (HTL) і гідротермальна газифікація (HTG).

Гідротермальні процеси – це термохімічні методи, які працюють при високих температурах і тисках, які перевищують тиск насиченої пари, що сприяє протіканню різних реакцій шляхом зміни властивостей води, таких як густина та іонний склад. Ці процеси поділяються на 3 основні типи:
- гідротермальна карбонізація,
- гідротермальне зрідження,
- гідротермальна газифікація.

##### Гідротермальна карбонізація
Гідротермальна карбонізація виробляє гідровугілля (гідрочар), тверде паливо, яке можна переробляти для отримання водню.

##### Гідротермальне зрідження
Гідротермальне зрідження (також, різновид зрідження) – це процес, який перетворює біомасу або відходи на рідке паливо під високим тиском і за помірної температури (від 200°C до 400°C), часто в присутності розчинника. Хоча зазвичай його використовують для виробництва біопалива, зрідження також може бути адаптоване для виробництва водню. Гідротермальне зрідження, в першу чергу, виробляє біомасло (накшталт піролізного масла), яке може піддаватися подальшому риформінгу для отримання водню. Гідротермальне зрідження пропонує переваги для вологої біомаси або сировини, яку важко газифікувати, оскільки воно працює в умовах, які мінімізують втрати енергії під час перетворення.
Також, гідротермальне зрідження використовується для одночасного перетворення пластикових відходів разом з біомасою, що дозволяє синергічно збільшити вихід біопалива, включно з воднем.
Окрім того, інтеграція гідротермального зрідження з очищенням стічних вод може зменшити викиди та виробничі витрати, що робить його перспективним варіантом для виробництва водню в поєднанні з передовим дизайном та оптимізацією системи.

##### Гідротермальна газифікація
Гідротермальна газифікація (або газифікація надкритичною водою) безпосередньо перетворює біомасу на водень та інші гази, використовуючи надкритичну воду як розчинник і реагент. Гідротермальна газифікація досягає високого виходу водню (≥50%) з мінімальною кількістю побічних продуктів, що робить його перспективним підходом для максимізації виробництва водню з біомаси з високим вмістом вологи при одночасному зниженні загального споживання енергії.

#### Біоенергетика з уловлюванням і зберіганням вуглецю
Виробництво водню з негативною емісією вуглецю є важливим елементом переходу до нульових викидів. Виробництво біоводню з біомаси є перспективною технологією біоенергетики з уловлюванням і зберіганням вуглецю (BECCS), яка може виробляти водень і попереджувати потрапляння вуглекислого газу (CO2) в атмосферу – головного парникового газу, що спричиняє глобальне потепління.
Такий ланцюг поставок BECCS може виробляти до 12,5 млн тонн водню (H2) на рік (на 2022 рік ~10 млн тонн H2 на рік використовується в Європі) і видаляти до 133 млн тонн CO2 на рік з атмосфери (або 3% від загального обсягу в Європі викидів парникових газів). Геопросторовий аналіз, задля кількісного визначення відстані транспортування між місцем розташування сировини для біомаси та потенційними споживачами водню, виявив, що 20% потенціалу водню розташовано в межах 25 км від промислових підприємств, які важко електрифікувати.
Двоступенева газифікація біомаси з виробництвом біоводню та уловлюванням CO2 пропонує вихід біоводню в 81,47 гН2/кг сухої біомаси. Загальна енергоефективність системи становить 49,6%. Коефіцієнт викидів оцінюється на рівні –1,38 кгCO2-екв/кг біомаси.
Крім того, вловлений CO2 від виробництва біоводню може бути використаний для виробництва метанолу, шляхом гідрогенізації воднем, виробленим завдяки відновлювальній енергії, або цим же біоводнем. Модифікована технологія двостадійної реакції гідрогенізації збільшила вихід CH3OH у 3,4 рази за допомогою каталізатора Cu/Zn/Al2O3. Цей підхід забезпечує багатообіцяючий шлях для виробництва CH3OH за допомогою інтегрованої двостадійної гідрогенізації CO/CO2 при атмосферному тиску.

## Зберігання і транспортування

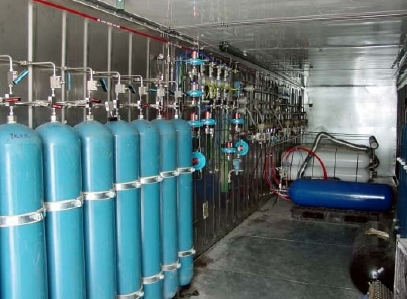
Каскадна система зберігання водню

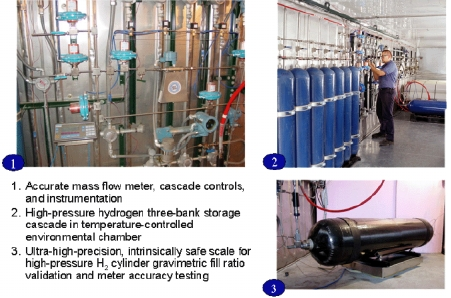
Каскадна система зберігання водню з поясненням

Водень має найнижчу молекулярну щільність, а його щільність енергії за обсягом надзвичайно низька. При температурі навколишнього середовища та тиску 1 кг водню займає приблизно 11 м3. Таким чином, збільшення щільності зберігання водню має вирішальне значення. В даний час широко досліджені різні технології зберігання водню з хорошими можливостями зберігання водню, такі як стиснений водень, рідкий водень та спеціальні водневі сховища. Водень транспортується до різних кінцевих споживачів трубопроводами, кораблями, вантажівками, залізницями та іншими способами транспортування.

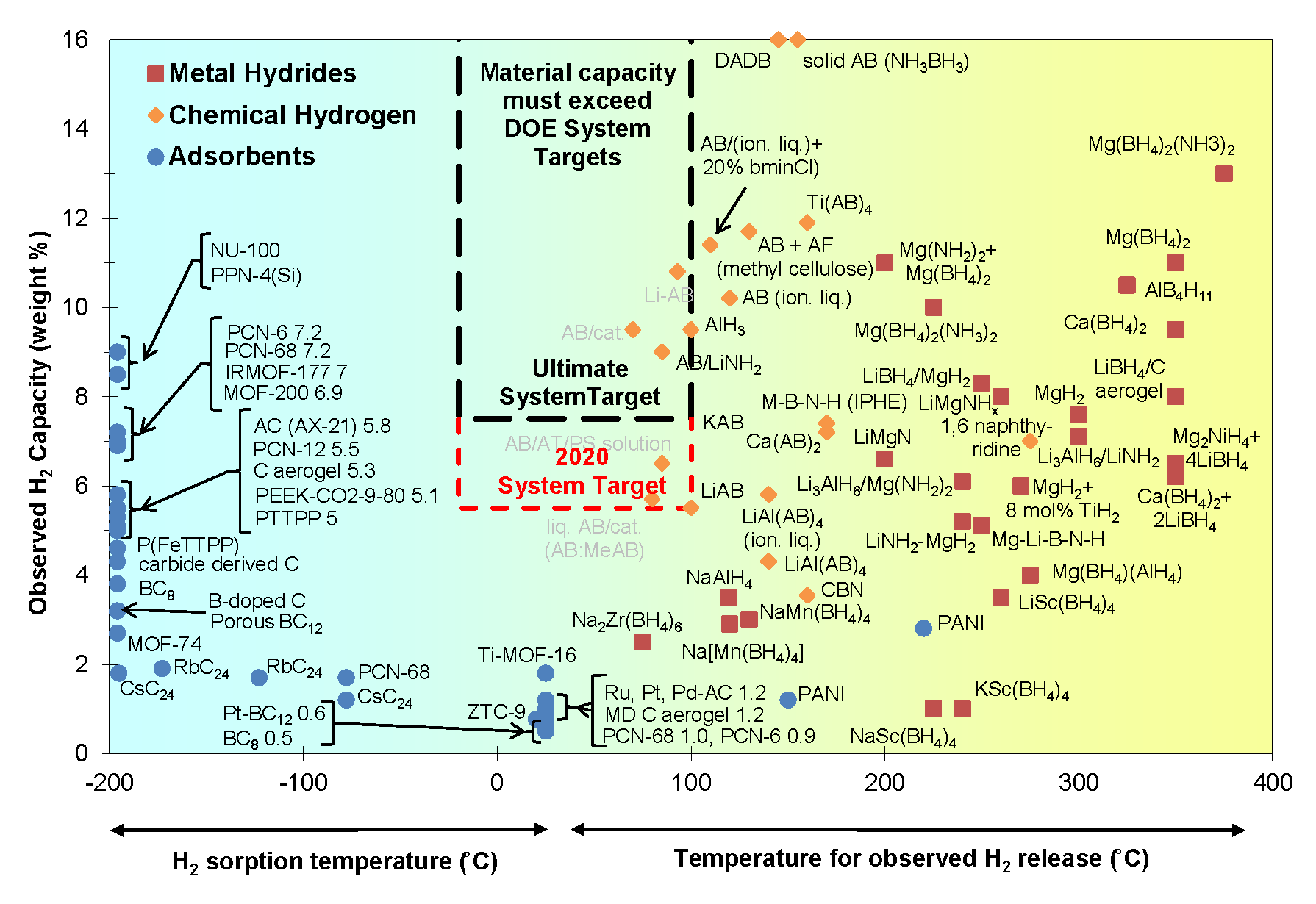
Матеріали для зберігання водню

Ефективне зберігання має вирішальне значення для практичного застосування водню. Існує кілька методів зберігання водню, кожен з яких має певні переваги та недоліки. У сховищах газоподібного водню газоподібний водень стискається та зберігається під високим тиском, що вимагає надійних і дорогих ємностей. У сховищах рідкого водню водень охолоджується до надзвичайно низьких температур і зберігається у вигляді рідини, що є енергоємним. Дослідники досліджують передові матеріали для зберігання водню, включаючи гідриди металів, матеріали на основі вуглецю, металоорганічні каркаси (MOF) і наноматеріали. Ці матеріали спрямовані на підвищення ємності, кінетики та безпеки. Воднева економіка передбачає водень як чистий носій енергії, який використовується в різних секторах, таких як транспорт, промисловість і виробництво електроенергії. Це може сприяти декарбонізації секторів, які важко безпосередньо електрифікувати. Водень може відігравати важливу роль у циркулярній економіці, сприяючи накопиченню енергії, підтримці періодичних відновлюваних джерел і створенню синтетичного палива та хімікатів.

### Газоподібний водень
Існує три основні способи транспортування газоподібного водню: трубопровідний транспорт, автомобільні перевезення і морський транспорт.
Водень можливо рентабельно транспортувати за допомогою наявних трубопровідних систем. Станом на 2024 рік у світі експлуатують тисячі кілометрів водневих трубопроводів. Для цього, необхідним є аналіз поточного стану трубопроводних систем та оцінка впливу водню на стан трубних сталей, їх роботоздатність та залишковий ресурс.

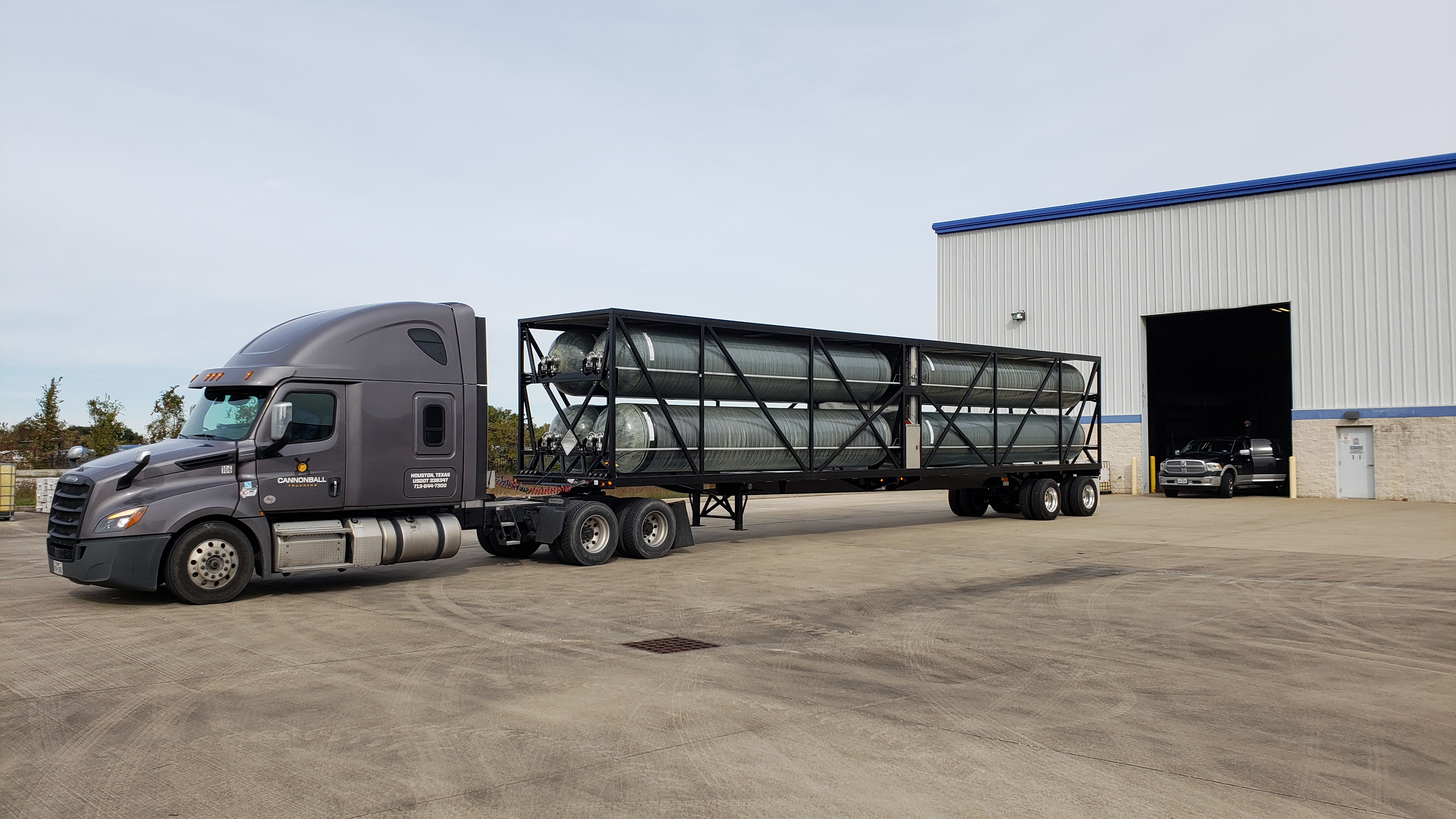
Транспортування водню

Автомобільний транспорт підходить для транспортування водню в баках на короткі відстані, так як низька об'ємна щільність газоподібного водню робить великомасштабне транспортування водню вантажівками економічно недоцільним.

### Зріджений водень
Транспортування водневого палива в рідкому вигляді підходить для транспортування водню на великі відстані і в великих об'ємах. Але транспортування рідкого водневого палива утруднене через необхідність підтримки вкрай низьких температур (-253 °C) в контейнері, і кипіння та випаровування водню у випадку її підвищення. Таким чином, іншими, більш контрольованими та дешевшими методами, які використовуються сьогодні, є аміак і рідкі носії водню.

### Носії водню
Носії водню — це матеріали або сполуки, здатні ефективно зберігати й транспортувати водень. Вони відіграють важливу роль у подоланні проблем, пов’язаних із низькою щільністю енергії водню та викликами його зберігання і транспортування.

#### Аміак
Аміак (NH3) можна використовувати як носій водню, оскільки він має високий вміст водню за масою (17,6%) і вже виробляється у великих масштабах для промислових цілей. Аміак є стабільною сполукою в умовах навколишнього середовища, що дозволяє зберігати і транспортувати його на великі відстані. Аміак можна розкласти на водень і азот за допомогою процесу, який називається крекінг аміаку. Це може бути досягнуто термічно або каталітично, виробляючи чистий водень, який потім можна використовувати в паливних елементах або інших застосуваннях. Енергетична щільність аміаку вища, ніж стисненого газоподібного водню, що робить його більш практичним для транспортування на великі відстані, не вимагаючи надзвичайного стиснення. Аміак можна виробляти з використанням відновлюваних джерел енергії (зелений аміак), що робить його потенційним носієм відновлюваного водню, тим самим сприяючи зусиллям з декарбонізації.

#### Гідриди металів
Абсорбційне зберігання водню в гідридах металів забезпечує високу об’ємну щільність енергії, а також переваги безпеки.

#### Рідкі органічні носії водню
Водень може бути хімічно зв’язаний з органічними сполуками, такими як дибензилтолуол та інші, що може забезпечити безпечне та ефективне зберігання і транспортування водню.

#### Кам'яне вугілля
Досліджується можливість зберігання водню в кам'яному вугіллі, яке, завдяки сорбції та дифузії водню в пористу структуру вугілля, може утримувати в собі велику масу водню, що може спростити його зберігання та транспортування. Окрім того, саме кам'яне вугілля використовується для виробництва біоводню.

## Застосування

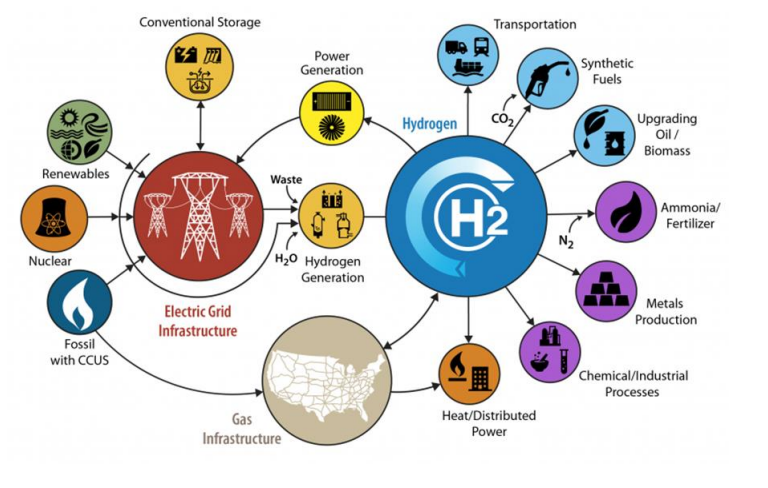
Застосування водню

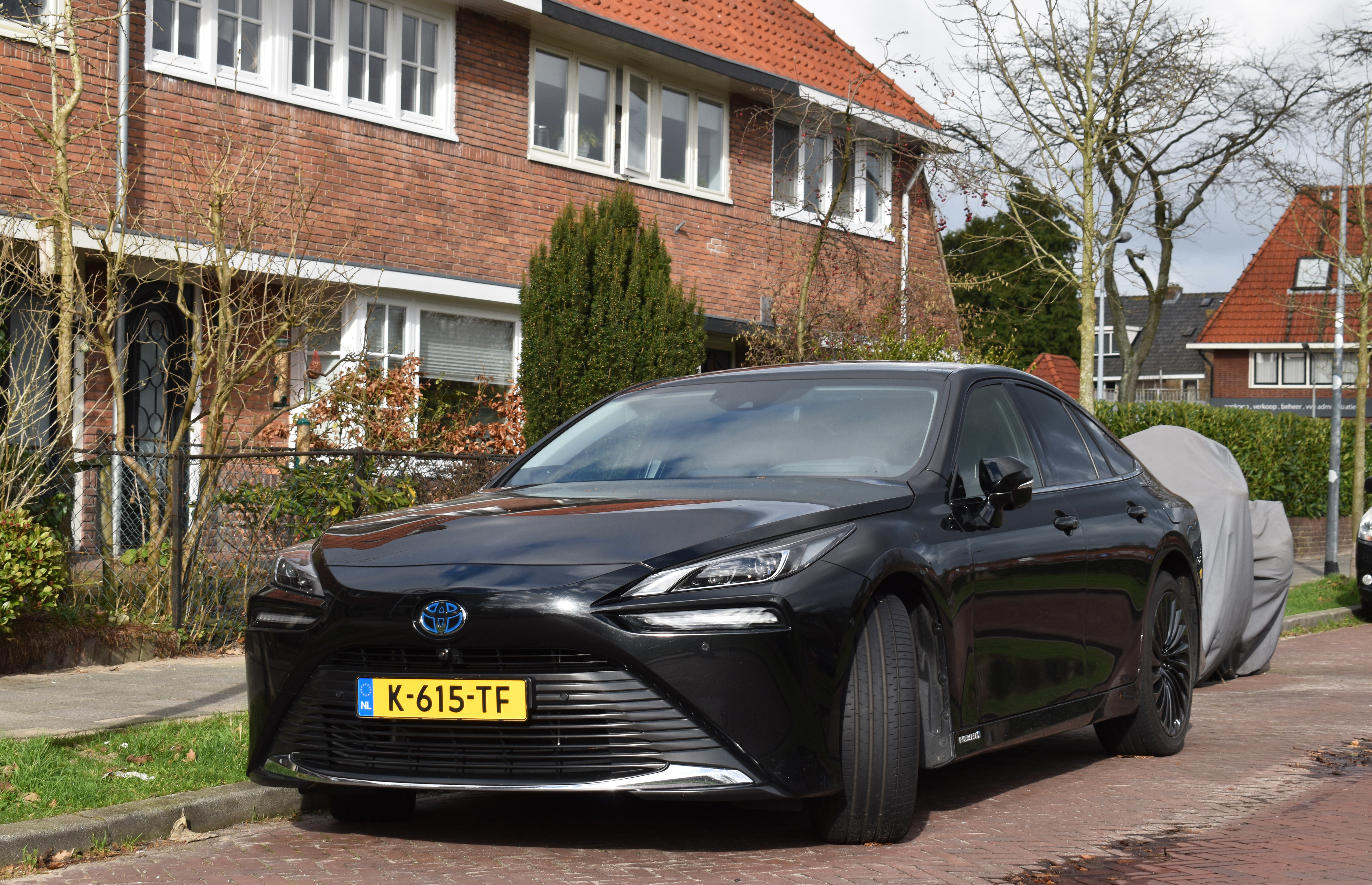
Toyota Mirai 2021 — водневий гібридний автомобіль на паливних елементах, що випускається з 2013 року.

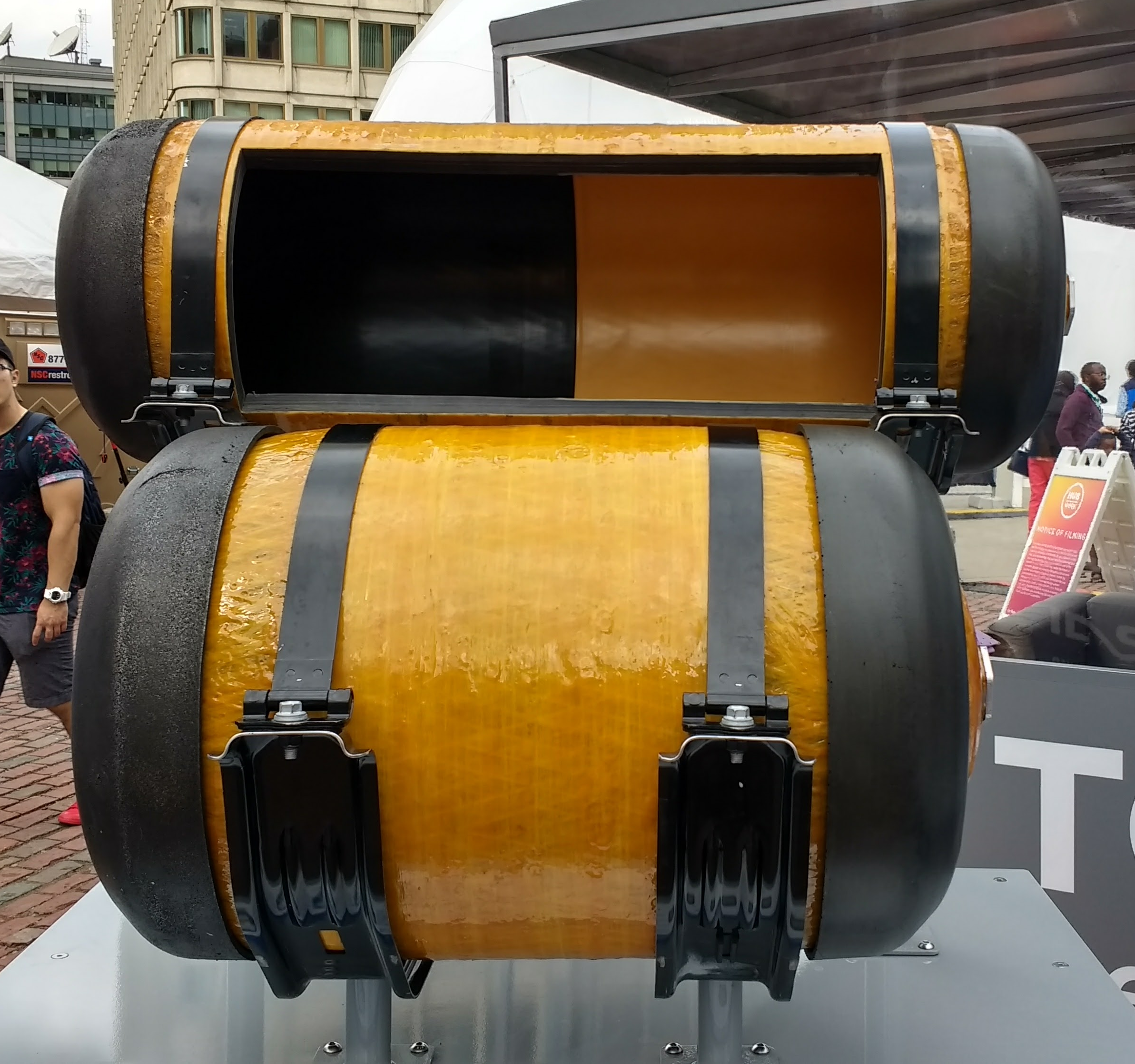
Баки для водню для Toyota Mirai.

Високий попит і використання викопного палива призвели до збільшення рівня CO2 в атмосфері, який є основним парниковим газом, що призводить до глобального потепління. Таким чином, існує гостра потреба у сталому виробництві екологічно чистого альтернативного палива, одним із яких є біоводень.
Окрім транспорту, водень використовується в енергосистемах, виробництві вуглеводнів і аміаку, а також в металургійній промисловості.

### Водневий транспорт

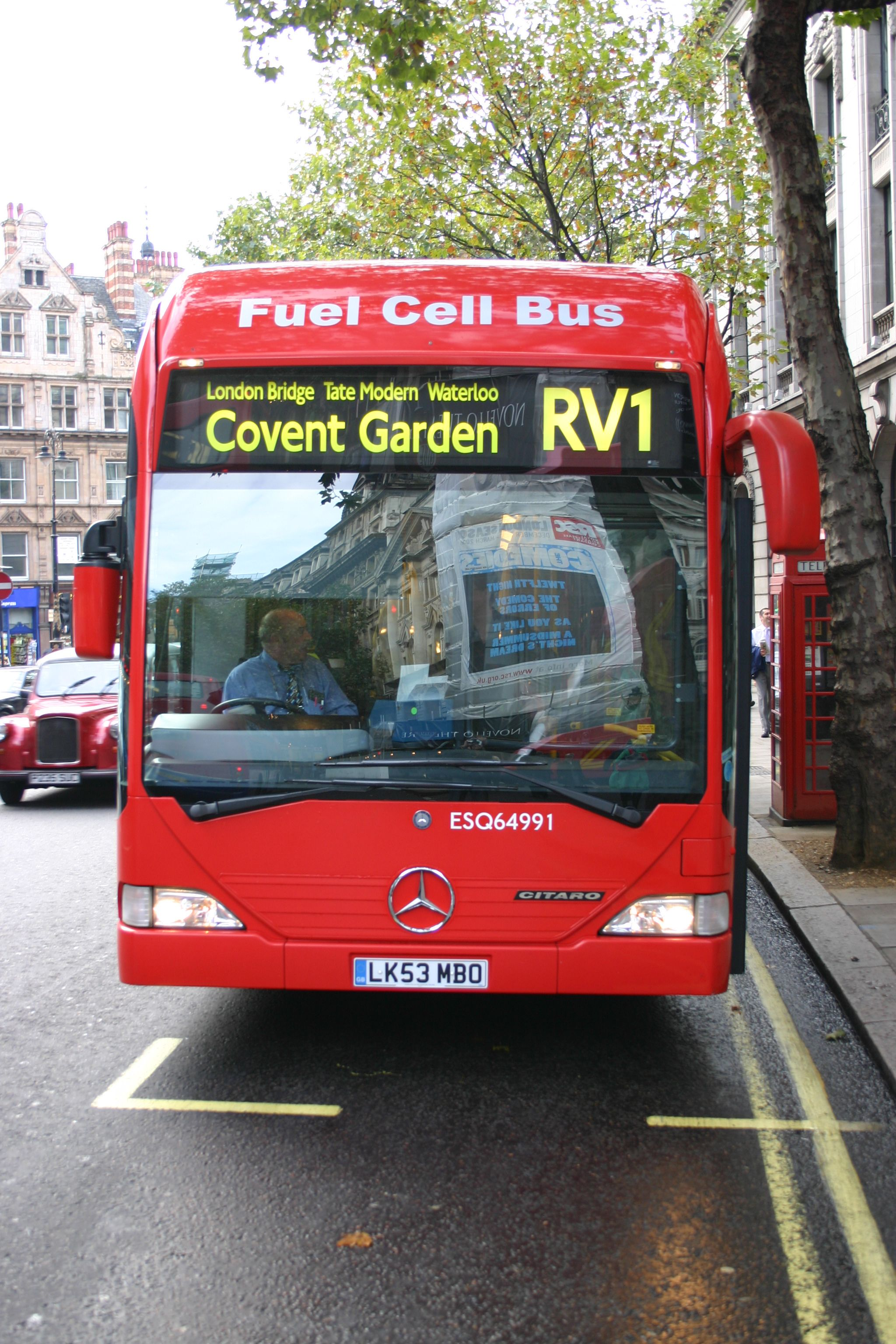
Автобус Mercedes на водневих паливних елементах, Лондон.

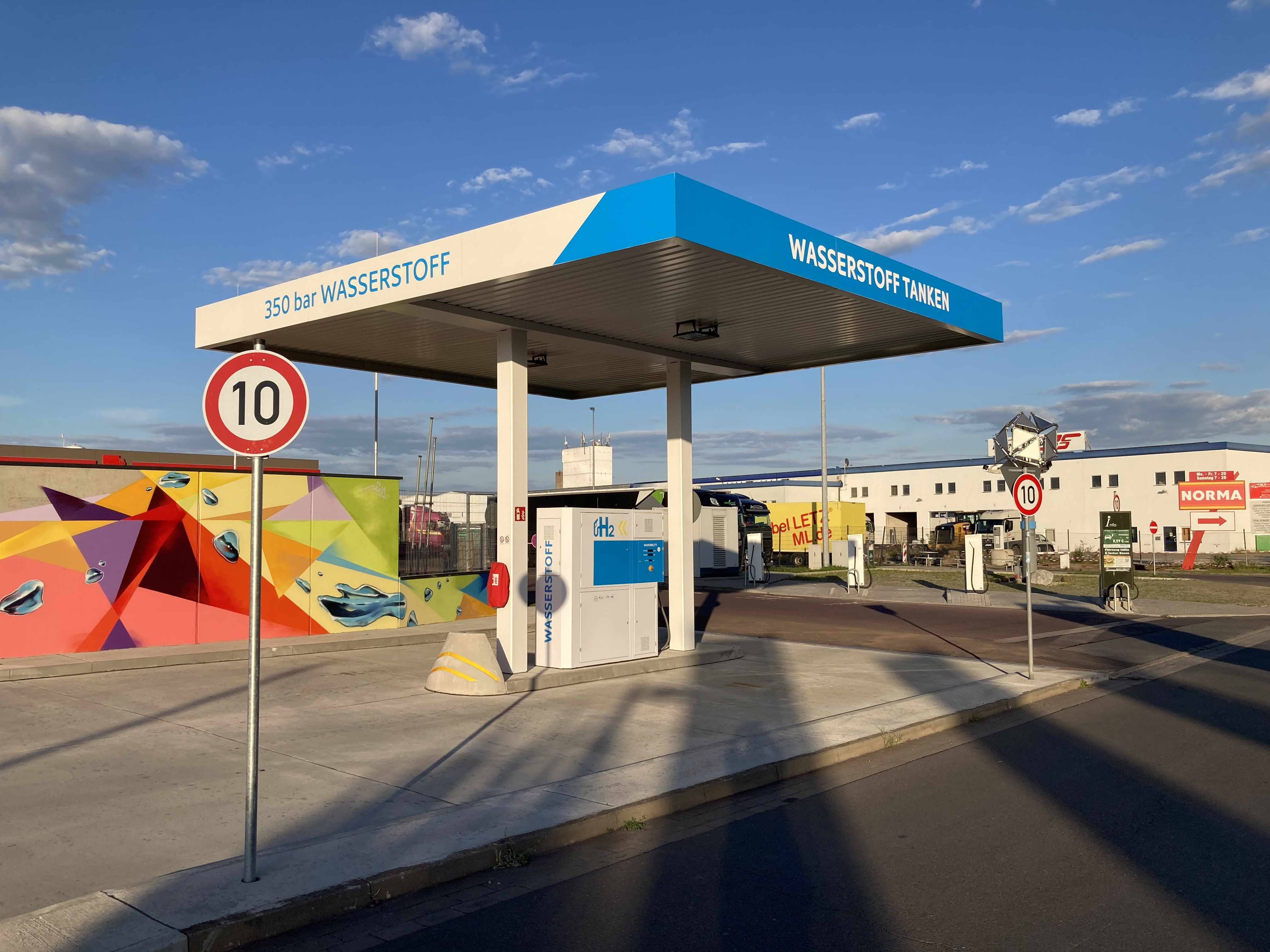
Воднева заправна станція (Магдебург)

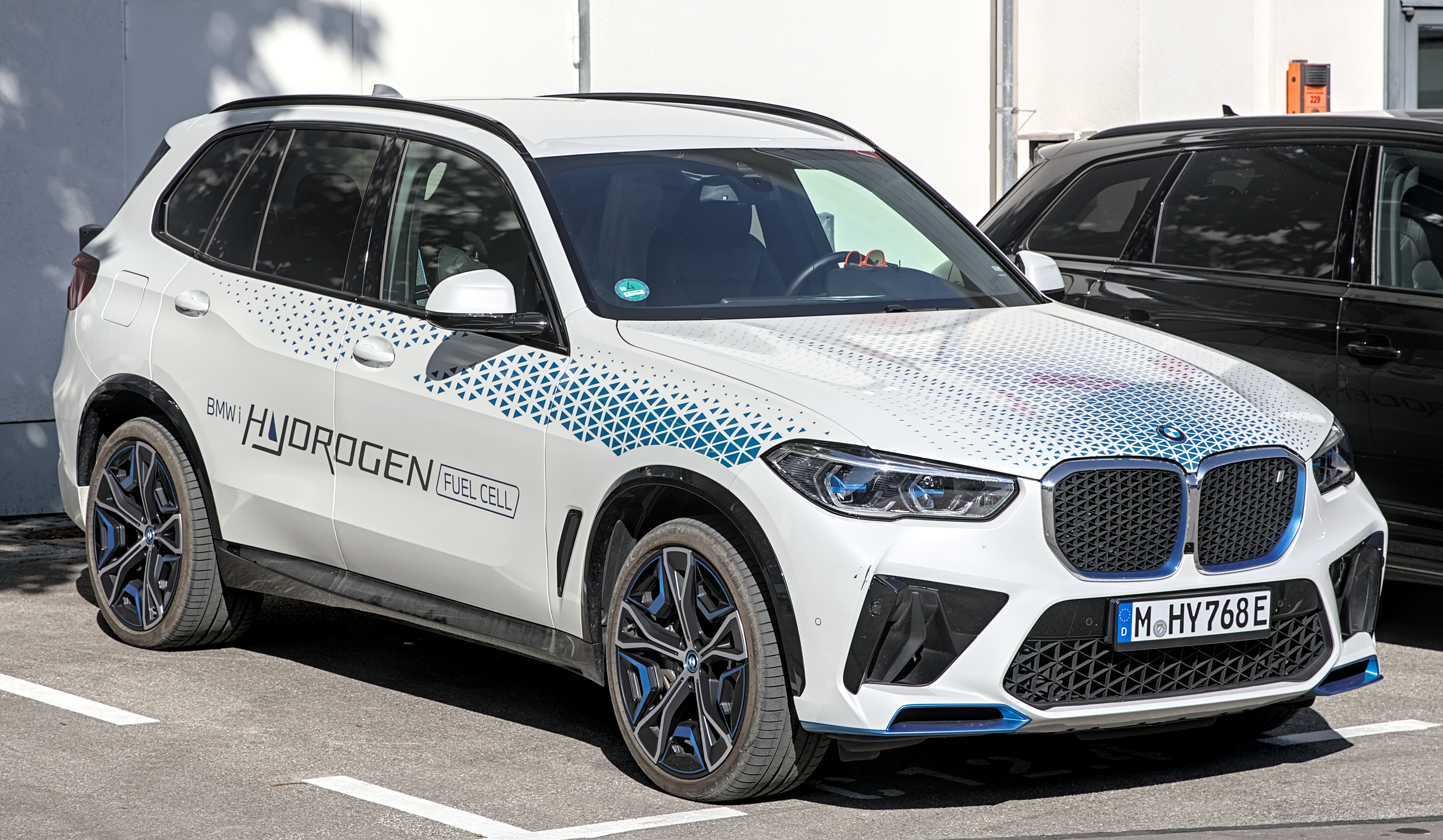
BMW iX5 Hydrogen IAA 2023

Застосування водню в транспорті (у водневих двигунах, водневих системах на автомобіль та водневих автомобілях) потребує розвинутої інфраструктури водневих заправних станцій. Створюються, впроваджуються та використовуються моделі водневих автомобілів, громадського транспорту і техніки, що працює на паливних водневих елементах.
Один з перших водневих велосипедів має запас ходу 150 км.

### Енергосистеми
Водень, біологічний чи ні, може використовуватися як чисте паливо в паливних елементах для виробництва електроенергії, а вода є єдиним побічним продуктом.
Щоб підвищити ефективність і знизити вартість, паливні елементи можна використовувати як первинні двигуни для комбінованого виробництва тепла та електроенергії (CHP) або комбінованого виробництва холоду та електроенергії (CCP), відомого як когенерація, або використовувати для комбінованого виробництва холоду, виробництво тепла та електроенергії (CCHP), відоме як тригенерація.

### Промисловість
Водень використовується в різних промислових цілях, зокрема для виробництва аміаку для добрив, виробництва метанолу, переробки нафти і виробництва електронних продуктів.

### Циркулярна економіка
Біоводень в циркулярній біоекономіці є стійким способом генерувати необхідну біоенергію, одночасно вирішуючи проблему впливу на зміну клімату та шкоди навколишньому середовищу.

## Виклики
Ускладнюють можливість використання водню як палива також проблеми безпеки: водень може створювати з повітрям вибухонебезпечну суміш — гримучий газ; зріджений водень має виняткові проникаючі властивості, вимагаючи застосування особливих матеріалів.

## Переваги

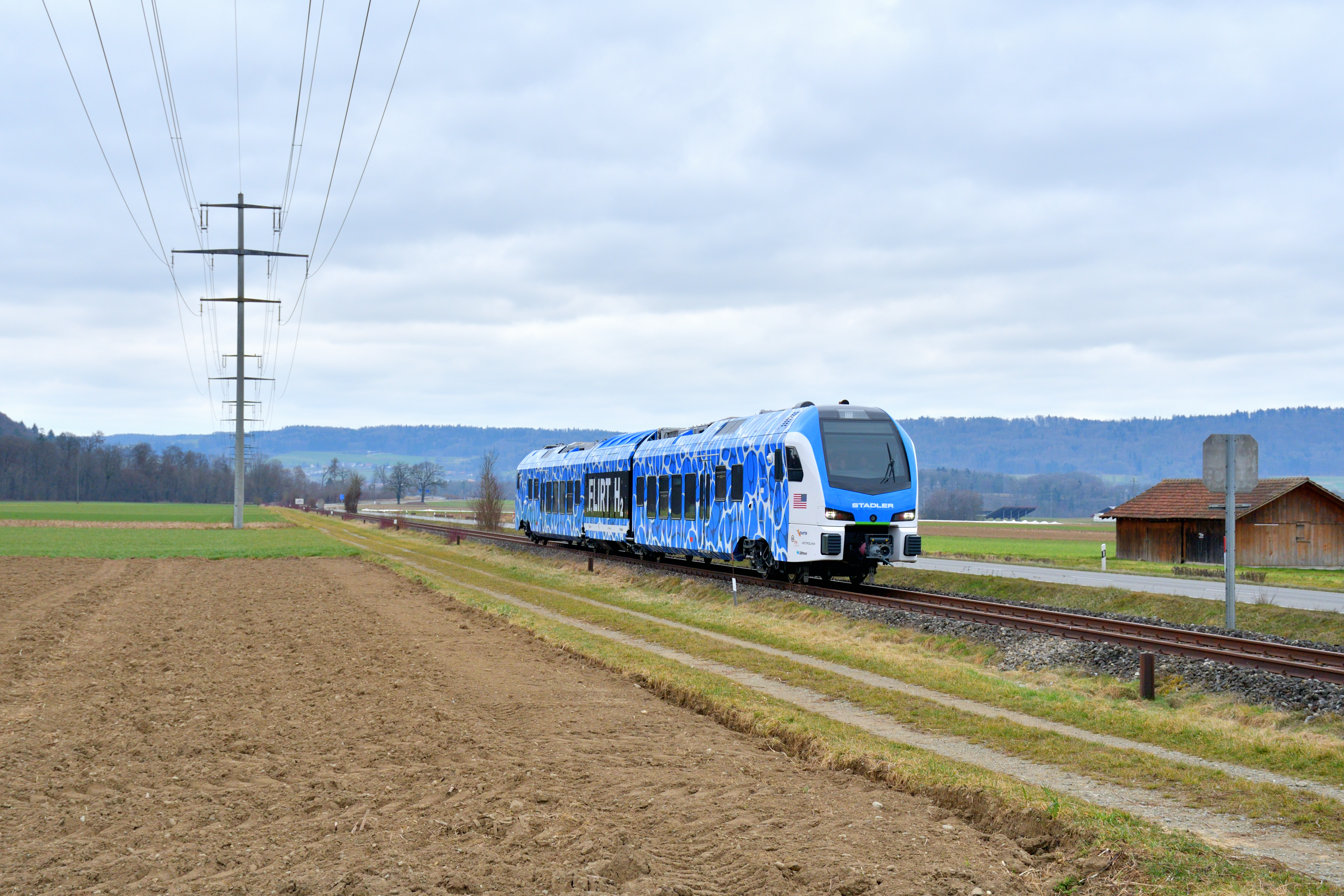
Stadler Flirt H2 поставив світовий рекорд, проїхавши без дозаправляння 2803 кілометри за 46 годин на одному баці водню

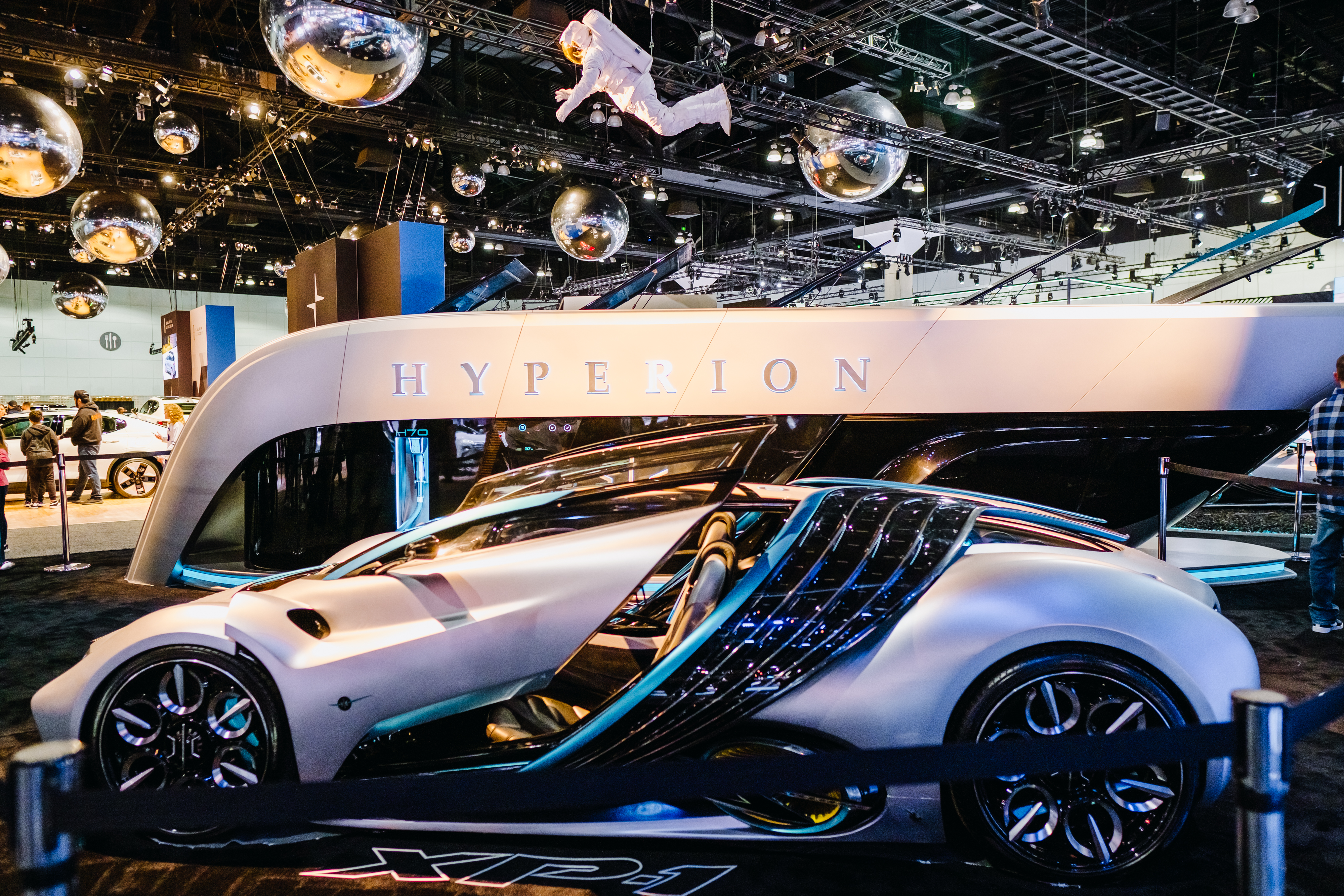
Діючий прототип водневого суперкару Hyperion XP-1 з запасом ходу 1600 км та максимальною швидкістю 356 км/г.

Однак, за екологічними параметрами безпеки, водню немає рівних. Водень є найбільш екологічним і найчистішим паливом, яке може забезпечувати більшу частину світової енергії в майбутньому.
Реакція розкладання водню — Н2 + 0,5О2 = Н2О — супроводжується виділенням великої кількості енергії (285,8 кДж/моль). Водень має найвищу питому енергію на одиницю маси з усіх відомих палив. При цьому не відбувається ніякого забруднення атмосфери, тому що в результаті реакції утворюються тільки пари води.